# Roma Maxima
Pour les articles homonymes, voir Roma et Maxima.
La Roma Maxima, appelée Tour du Latium (en italien : Giro del Lazio) de sa création en 1933 à 2008, est une course cycliste Italienne disputée dans le Latium, autour de Rome.
Non disputée de 2009 à 2012, elle est recréée sous le nom « Roma Maxima » en 2013. Avant sa reprise en 2013, la course se déroulait au mois d'août et faisait partie de l'UCI Europe Tour, dans la catégorie 1.HC.

## Histoire
- 1933 et 1934 : "indépendants" en 4 étapes.
- 1935 : en 3 étapes.
- 1936 : en 4 étapes - Tour des Quatre Provinces du Latium.
- 1937, 1941, 1959, 1966 : support au championnat d'Italie.
- 1940 : Grand Prix de Rome souvent donné pour Tour du Latium
- 1941 : Tour du Latium appelé aussi Grand Prix de Rome
- 1945 : en 4 étapes et appelé Tour des 4 provinces souvent donné pour Tour du Latium.
- 1948 : pour amateurs et indépendants en 5 étapes
- 1949 : deux éditions
  - en ligne aussi appelée Trophée Coro sport
  - en 5 étapes professionnel 2ème catégorie :
- 1950 : non organisé
- 1957 : Contre la montre individuel de 116 km.
- 1958 : 2 épreuves : "en ligne" et "chrono par équipes".

## Palmarès
| Année          | Vainqueur                | Deuxième                 | Troisième             |
| -------------- | ------------------------ | ------------------------ | --------------------- |
| Tour du Latium |                          |                          |                       |
| 1933           | Giovanni Valetti         | Andrea Minasso           | Guglielmo Segato      |
| 1934           | Renato Scorticati        | Aladino Mealli           | Ambrogio Morelli      |
| 1935           | Giuseppe Martano         | Michele Benente          | Mario Cipriani        |
| 1936           | Rinaldo Gerini           | Enrico Mollo             | Mario Vicini          |
| 1937           | Gino Bartali             | Cesare Del Cancia        | Olimpio Bizzi         |
| 1938           | non disputé              | non disputé              | non disputé           |
| 1939           | Mario Vicini             | Giordano Cottur          | Pietro Rimoldi        |
| 1940           | Gino Bartali             | Mario Ricci              | Fausto Coppi          |
| 1941           | Adolfo Leoni             | Aldo Bini                | Cino Cinelli          |
| 1942           | Osvaldo Bailo            | Olimpio Bizzi            | Pietro Chiappini      |
| 1943           | Quirino Toccaceli        | Elio Bertocchi           | Pietro Chiappini      |
| 1944           | non disputé              | non disputé              | non disputé           |
| 1945           | Zaurino Guidi            | Fausto Coppi             | Luciano Maggini       |
| 1945           | Gino Bartali             | Mario Ricci              | Adolfo Leoni          |
| 1946           | non disputé              | non disputé              | non disputé           |
| 1947           | Michele Motta            | Giuliano Bresci          | Giordano Cottur       |
| 1948           | Pietro Giudici           | Giordano Tognarelli      | Luciano Cremonese     |
| 1949           | Annibale Brasola         | Luciano Maggini          | Luigi Casola          |
| 1949           | Virgilio Salimbeni       | Ezio Cecchi              | Guido De Santi        |
| 1950           | non disputé              | non disputé              | non disputé           |
| 1951           | Fiorenzo Magni           | Rinaldo Moresco          | Giancarlo Astrua      |
| 1952           | Dante Rivola             | Arnaldo Faccioli         | Luciano Frosini       |
| 1953           | Giorgio Albani           | Michele Gismondi         | Vittorio Rossello     |
| 1954           | Angelo Conterno          | Arrigo Padovan           | Giancarlo Astrua      |
| 1955           | Loretto Petrucci         | Luciano Maggini          | Bruno Monti           |
| 1956           | Fiorenzo Magni           | Nino Defilippis          | Guido Boni            |
| 1957           | Ercole Baldini           | Alfredo Sabbadin         | Gastone Nencini       |
| 1958           | Nino Defilippis          | Sante Ranucci            | Diego Ronchini        |
| 1959           | Diego Ronchini           | Adriano Zamboni          | Angelo Conterno       |
| 1960           | Giuseppe Fallarini       | Vito Favero              | Nino Defilippis       |
| 1961           | Bruno Mealli             | Renzo Fontona            | Pierino Baffi         |
| 1962           | Nino Defilippis          | Diego Ronchini           | Guido Carlesi         |
| 1963           | Adriano Durante          | Walter Martin            | Silvano Ciampi        |
| 1964           | Bruno Mealli             | Marino Fontana           | Bruno Fantinato       |
| 1965           | Franco Bitossi           | Roberto Poggiali         | Franco Balmamion      |
| 1966           | Michele Dancelli         | Italo Zilioli            | Vito Taccone          |
| 1967           | Felice Gimondi           | Eraldo Bocci             | Ole Ritter            |
| 1968           | Giancarlo Polidori       | Franco Bodrero           | Adriano Durante       |
| 1969           | Flaviano Vicentini       | Aldo Moser               | Marino Basso          |
| 1970           | Michele Dancelli         | Italo Zilioli            | Tomas Pettersson      |
| 1971           | Franco Mori              | Ole Ritter               | Tomas Pettersson      |
| 1972           | Martin Van Den Bossche   | Marcello Bergamo         | Tomas Pettersson      |
| 1973           | Giovanni Battaglin       | Giancarlo Polidori       | Alessio Antonini      |
| 1974           | Roberto Poggiali         | Franco Bitossi           | Bruce Biddle          |
| 1975           | Roger De Vlaeminck       | Giancarlo Polidori       | Roberto Poggiali      |
| 1976           | Roger De Vlaeminck       | Franco Bitossi           | Eddy Merckx           |
| 1977           | Francesco Moser          | Felice Gimondi           | Giuseppe Saronni      |
| 1978           | Francesco Moser          | Bernt Johansson          | Roger De Vlaeminck    |
| 1979           | Silvano Contini          | Knut Knudsen             | Pierino Gavazzi       |
| 1980           | Bernt Johansson          | Gianbattista Baronchelli | Giuseppe Saronni      |
| 1981           | Gianbattista Baronchelli | Emanuele Bombini         | Jean-Marie Wampers    |
| 1982           | Dag Erik Pedersen        | Serge Demierre           | Alessandro Paganessi  |
| 1983           | Silvano Contini          | Francesco Moser          | Ludo Peeters          |
| 1984           | Francesco Moser          | Giovanni Mantovani       | Marino Amadori        |
| 1985           | Bruno Leali              | Kim Andersen             | Alberto Volpi         |
| 1986           | Urs Zimmermann           | Gianni Bugno             | Davide Cassani        |
| 1987           | Roberto Pagnin           | Bruno Leali              | Pierino Gavazzi       |
| 1988           | Charly Mottet            | Tony Rominger            | Steve Bauer           |
| 1989           | Charly Mottet            | Maximilian Sciandri      | Rolf Sørensen         |
| 1990           | Maurizio Fondriest       | Gilles Delion            | Davide Cassani        |
| 1991           | Andrea Tafi              | Laurent Dufaux           | Davide Cassani        |
| 1992           | Gianni Bugno             | Maurizio Fondriest       | Vladimir Poulnikov    |
| 1993           | Pascal Richard           | Giorgio Furlan           | Roberto Caruso        |
| 1994           | Maurizio Fondriest       | Maximilian Sciandri      | Angelo Lecchi         |
| 1995           | Pascal Richard           | Leonardo Piepoli         | Rolf Sørensen         |
| 1996           | Andrea Tafi              | Marco Fincato            | Andrea Ferrigato      |
| 1997           | Alessandro Baronti       | Luca Scinto              | Francesco Casagrande  |
| 1998           | Andrea Tafi              | Mirko Celestino          | Marco Fincato         |
| 1999           | Sergio Barbero           | Francesco Casagrande     | Dimitri Konyshev      |
| 2000           | Maximilian Sciandri      | Sergio Barbero           | Mirko Celestino       |
| 2001           | Massimo Donati           | Gianni Faresin           | Dimitri Konyshev      |
| 2002           | Paolo Bettini            | Davide Rebellin          | Cristian Gasperoni    |
| 2003           | Michele Bartoli          | Mirko Celestino          | Juan Antonio Flecha   |
| 2004           | Juan Antonio Flecha      | Gilberto Simoni          | Jan Ullrich           |
| 2005           | Filippo Pozzato          | Antonio Murilo Fisher    | Krzysztof Szczawinski |
| 2006           | Giuliano Figueras        | Damiano Cunego           | Emanuele Sella        |
| 2007           | Gabriele Bosisio         | Emanuele Sella           | Branislaŭ Samojlaŭ    |
| 2008           | Francesco Masciarelli    | Filippo Pozzato          | Danilo Di Luca        |
| 2009-2012      | non disputé              | non disputé              | non disputé           |
| Roma Maxima    |                          |                          |                       |
| 2013           | Blel Kadri               | Filippo Pozzato          | Grega Bole            |
| 2014           | Alejandro Valverde       | Davide Appollonio        | Sonny Colbrelli       |